# 32059 Ruchipandya
32059 Ruchipandya este un asteroid din centura principală de asteroizi.

## Descriere
32059 Ruchipandya este un asteroid din centura principală de asteroizi. A fost descoperit pe 7 mai 2000 la Socorro, New Mexico, în cadrul proiectului LINEAR. Asteroidul prezintă o orbită caracterizată de o semiaxă mare de 2,20 ua, o excentricitate de 0,12 și o înclinație de 4,0° în raport cu ecliptica.